# Gußwerk
Gußwerk là một đô thị thuộc huyện Bruck an der Mur thuộc bang Steiermark, nước Áo. Đô thị Gußwerk có diện tích 285,36 km², dân số thời điểm cuối năm 2005 là 1436 người.